# Pont du Gourd Marin
 (juillet 2017).
Le Pont du Gourd Marin est un des vingt ponts construit dans la commune de Rive-de-Gier, dans le département de la Loire. 
Il a été construit en 1838 à la demande des exploitants du site de production minière du Gourd Marin. Il est aujourd'hui le seul accès des véhicules au lieu-dit la petite vitesse, parking de la gare SNCF.

## Histoire
Le Pont de la BAF vient du nom de ceux qui ont succédé aux Éts Serve : Barrès, Agnel et François.
Il a été aussi appelé Pont des Gaux/ Gauds du nom du lieu où il a été construit (gaud = en ancien français, forêt, bocage, petit bois) sur un chemin qui menait à Valfleury.
Les concessionnaires des mines du Gourd-Marin (Gourdemarin) avaient déposé en 1832 une demande de construction d'un pont sur la rivière afin de relier leur exploitation au chemin de fer. Mais il y eut un opposant de taille : la Cie du Canal qui essaya de lutter avec ce nouveau concurrent.
Un doute subsiste sur le constructeur réel de ce pont mais il semble bien que ce soit la Cie du Canal qui l'édifiera en 1838 car une ordonnance royale du 5 décembre 1831 enjoint cette Cie à « construire des ponts dans les endroits où par suite de ses travaux les routes et les chemins qui existent actuellement se trouveraient interceptés. »  Or, la Cie a réalisé entre 1834 et 1836, le premier tronçon du prolongement du canal jusqu'à La Grand Croix.
Deux conditions lui sont imposées : que le passage du pont soit gratuit pour le public et que sa largeur soit suffisante.
Ce pont est fait avec la pierre du Mouillon.
Lorsqu'en 1932, à la suite d'une réclamation des Frères Serve signalant l'état déplorable du pont, (dont ils étaient en partie responsables à cause de leurs lourds chargements) c'est bien l'administration des Ponts et Chaussées qui, après des tergiversations entre l’État et la Municipalité finit par faire ces réparations. Cela s'explique par le fait que l’État acquéreur du Canal (disparu en 1886) était devenu propriétaire de ce pont et devait l'entretenir.
C'est la ville qui a fait les travaux d'entretien en 1986. 

## Description
Pont en maçonnerie à une seule arche en anse de panier agrémenté d'un extrados (du germanique wald, bois; lieu anciennement boisé) que l'on peut qualifier de festonné.
Il s'étale sur une longueur totale de 24,50 mètres pour une largeur totale de 5,10 mètres avec 2 parapets de 0,50 mètre ainsi qu'une hauteur sous clé de voûte d'environ 4,50 mètres. 

## Images

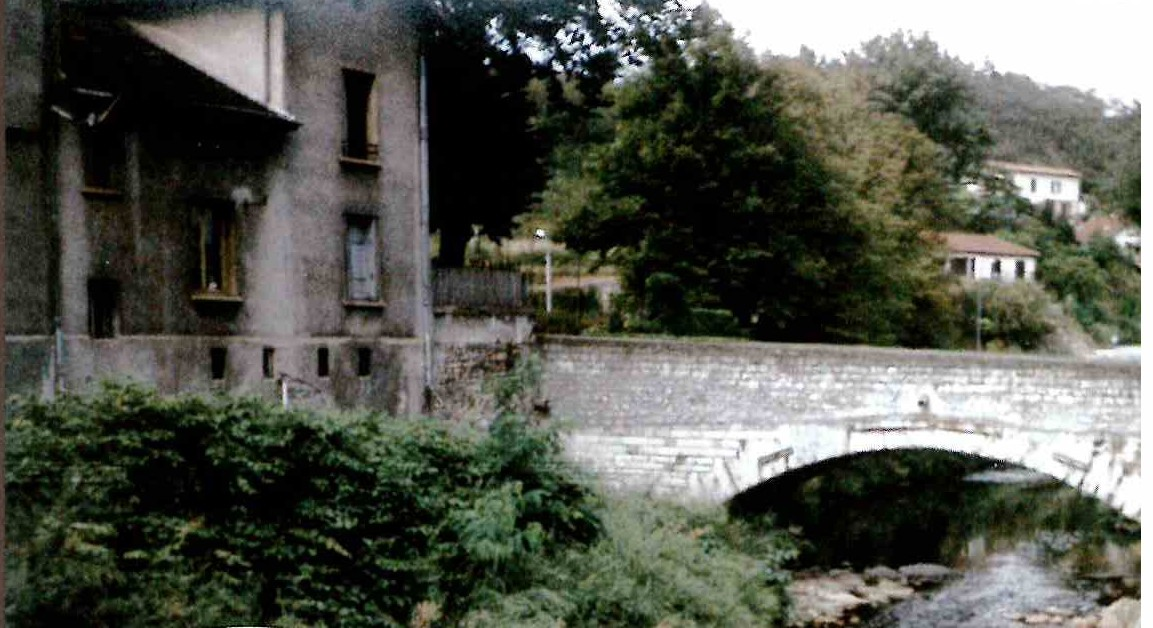
Image du Pont Gourd Marin